# Petrivka, Bobrovîțea
Petrivka (în ucraineană Петрівка) este o comună în raionul Bobrovîțea, regiunea Cernihiv, Ucraina, formată numai din satul de reședință.

## Demografie
Componența lingvistică a comunei Petrivka
     Ucraineană (98,12%)
     Alte limbi (1,88%)
Conform recensământului din 2001, majoritatea populației comunei Petrivka era vorbitoare de ucraineană (98,12%), existând în minoritate și vorbitori de alte limbi.